# Emil-Marius Pașcan
Emil-Marius Pașcan (n. 30 noiembrie 1971, Sânmărtinu de Câmpie, România) este un politician român, ales senator din partea PDL în 2012 și deputat din partea PMP în 2016, de fiecare dată în județul Mureș.